# Batrachorhina tanganjicae
Batrachorhina tanganjicae är en skalbaggsart som beskrevs av Stefan von Breuning 1961. Batrachorhina tanganjicae ingår i släktet Batrachorhina och familjen långhorningar. Inga underarter finns listade.